# Инцы
Инцы — деревня в Мезенском районе Архангельской области. Входит в состав Ручьёвского сельского поселения.

## География
Деревня расположена в северной части Архангельской области, на расстоянии примерно 162 км (по прямой) к северо-западу от города Мезень, административного центра района. Вблизи деревни расположен маяк и одноимённый мыс.
Часовой пояс
Деревня Инцы как и вся Архангельская область, находится в часовой зоне МСК (московское время). Смещение применяемого времени относительно UTC составляет +3:00.

## Население
| 2002 | 2010 | 2012 |
| ---- | ---- | ---- |
| 9    | ↘1   | ↗6   |

Национальный состав
Согласно результатам переписи 2002 года, в национальной структуре населения русские составляли 100 % из 8 чел.